# PGC 2190989
LEDA/PGC 2190989 ist eine Galaxie im Sternbild Perseus am Nordsternhimmel. Sie ist schätzungsweise 268 Millionen Lichtjahre von der Milchstraße entfernt und hat einen Durchmesser von etwa 80.000 Lichtjahren. Vom Sonnensystem aus entfernt sich das Objekt mit einer errechneten Radialgeschwindigkeit von näherungsweise 5.900 Kilometern pro Sekunde.

## Galaktisches Umfeld
| Nr. | Galaxie                 | Alternativname            | Rek           | Dek           | Distanz/asec |
| --- | ----------------------- | ------------------------- | ------------- | ------------- | ------------ |
| →   | LEDA/PGC 2190989        | 2MASX J02434169+4201168   | 02h43m41.67s  | +42d01m17.2s  | 0            |
| 1   | LEDA/PGC 10316          | UGC 2195                  | 02h43m31.13s  | +41d56m16.2s  | 329.26       |
| 2   | LEDA/PGC 2189350        | 2MASX J02435108+4155516   | 02h43m51.09s  | +41d55m51.9s  | 341.75       |
| 3   | 2MASX J02433496+4153418 | WISEA J024334.95+415342.2 | 02h43m34.97s  | +41d53m42.1s  | 461.04       |
| 4   | LEDA/PGC 213072         | WISEA J024327.78+415240.7 | 02h43m27.785s | +41d52m40.76s | 539.88       |
| 5   | LEDA/PGC 2192234        | 2MASX J02423533+4205312   | 02h42m35.35s  | +42d05m31.1s  | 780.01       |
| 6   | LEDA/PGC 90632          | 2MASX J02423161+4159536   | 02h42m31.60s  | +41d59m53.6s  | 785.11       |
| 7   | LEDA/PGC 10401          | UGC 2215                  | 02h44m52.78s  | +41d59m19.3s  | 801.50       |